# Varzi
Varzi je italská obec v provincii Pavia v oblasti Lombardie.
V roce 2013 zde žilo 3 383 obyvatel.

## Poloha
Obec leží na jihu provincie Pavia u jejích hranic s provincií Alessandria, tedy i u hranic oblastí Lombardie a Piemont. Sousední obce jsou Bagnaria, Fabbrica Curone (AL), Gremiasco (AL), Menconico, Ponte Nizza, Romagnese, Santa Margherita di Staffora, Val di Nizza, Valverde a Zavattarello.

## Vývoj počtu obyvatel
Zdroj: 